# Lidiane Cansian
Lidiane Milena Cansian (* 8. Januar 1992) ist eine brasilianische Leichtathletin, die sich auf den Diskuswurf spezialisiert hat.

## Sportliche Laufbahn
Erste internationale Erfahrungen sammelte Lidiane Cansian im Jahr 2008, als sie bei den Jugendsüdamerikameisterschaften in Lima mit einer Weite von 43,91 m die Goldmedaille im Diskuswurf gewann und damit einen neuen Meisterschaftsrekord aufstellte. Im Jahr darauf schied sie bei den Jugendweltmeisterschaften in Brixen mit 40,15 m in der Qualifikation aus und auch bei den Juniorenweltmeisterschaften 2010 im kanadischen Moncton verpasste sie mit 46,56 m den Finaleinzug. 2011 gewann sie bei den Panamerikanischen-Juniorenmeisterschaften in Miramar mit 52,39 m die Bronzemedaille und anschließend gewann sie mit 47,94 m Silber bei den Juniorensüdamerikameisterschaften in Medellín. Im Jahr darauf gewann sie bei den U23-Südamerikameisterschaften in São Paulo mit 51,09 m die Silbermedaille hinter ihrer Landsfrau Andressa de Morais und 2014 musste sie sich bei den U23-Südamerikameisterschaften in Montevideo mit 56,77 m nur ihrer Landsfrau Izabela da Silva geschlagen geben.
Nach mehreren wenig erfolgreichen Jahren gewann Cansian 2021 mit 55,61 m die Bronzemedaille bei den Südamerikameisterschaften in Guayaquil hinter Landsfrau Izabela da Silva und der Chilenin Karen Gallardo.